# Grýtubakkahreppur
Grýtubakkahreppur é um município na Islândia. Em 2021 tinha uma população estimada em 371 habitantes.